# Глухарь
Глуха́рь (лат. Tetrao urogallus) — крупная птица из семейства фазановых, отряда курообразных. Названием «глухарь» птица обязана известной особенности токующего в брачный период самца утрачивать чуткость и бдительность, чем часто пользуются охотники.

## Общая характеристика
Глухарь — самая крупная птица трибы тетеревиных. От других представителей трибы отличается сильно округлённым хвостом и удлинёнными перьями на горле. Обитает в хвойных, смешанных и лиственных лесах Евразии.

## Внешний вид

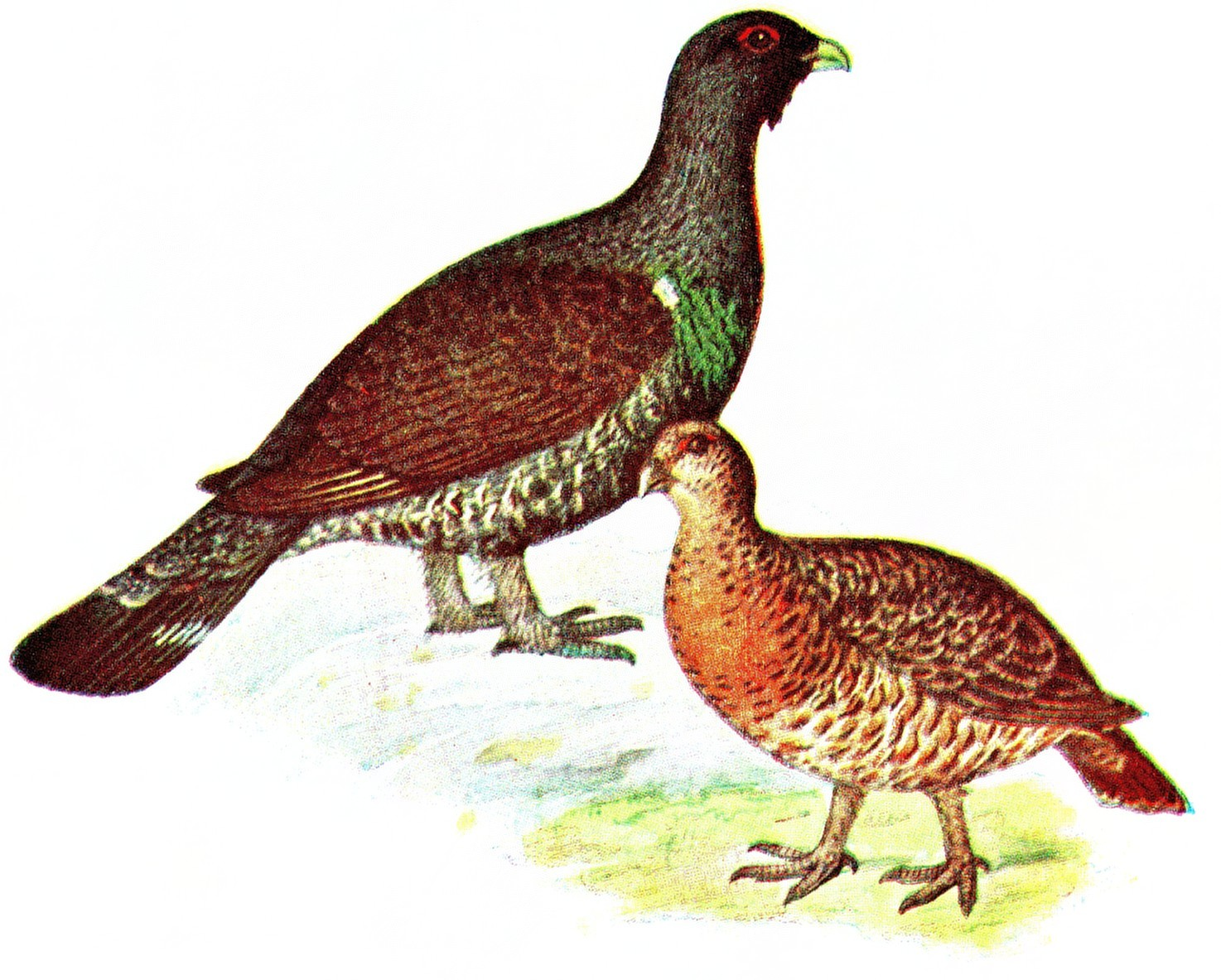
Самец и самка (капалуха) обыкновенного глухаря

Размер самцов достигает 110 см и более, размах крыльев — 1,4 м, а масса — 4,1—6,5 кг. Самка заметно меньше — на 2⁄3, весит в среднем 2 кг. Половой диморфизм не ограничивается величиной, а проявляется и в окраске. Голова и шея самца черноватые, задняя сторона шеи пепельно-серая с чёрными пятнами, передняя чёрная с серым. Спина черноватая с бурыми и серыми пятнышками. Зоб чёрный с зелёным металлическим блеском, грудь зеленовато-стального цвета, нижняя сторона покрыта чёрными и белыми пятнами. Крылья коричневые. Хвост чёрный с белыми пятнами. Голая кожа около глаза ярко-красного цвета, клюв — розовато-белый. Самка меньше и окрашена весьма пёстро смесью ржаво-жёлтого, ржаво-красного, чёрно-бурого и белого цвета (в виде поперечных тёмных и ржаво-охристых полос). Горло, сгиб крыла и верхняя часть груди — ржаво-красные. Такой окрас помогает самке маскироваться во время гнездования . 

## Места обитания
Глухарь держится преимущественно в сплошных высокоствольных хвойных, а также в смешанных лесах, редко в лиственных. Очень любит моховые болота в лесу, богатые ягодами. Ведёт в целом оседлый образ жизни, но иногда предпринимает перекочёвки с гор в долины и обратно; иногда совершает сезонные кочёвки. Летает тяжело, с большим шумом, часто хлопая крыльями, и не делает больших перелётов. День обыкновенно проводит на земле, ночует на деревьях. Очень осторожен, обладает прекрасным слухом и зрением, и потому охота на него очень трудна.
Пища весной и летом состоит из побегов, цветов, древесных почек, листьев, травы, лесных ягод, семян и насекомых. Осенью птицы кормятся хвоей лиственницы, зимой — сосновой и еловой хвоёй, почками. Птенцы употребляют в пищу насекомых и пауков.

## Размножение

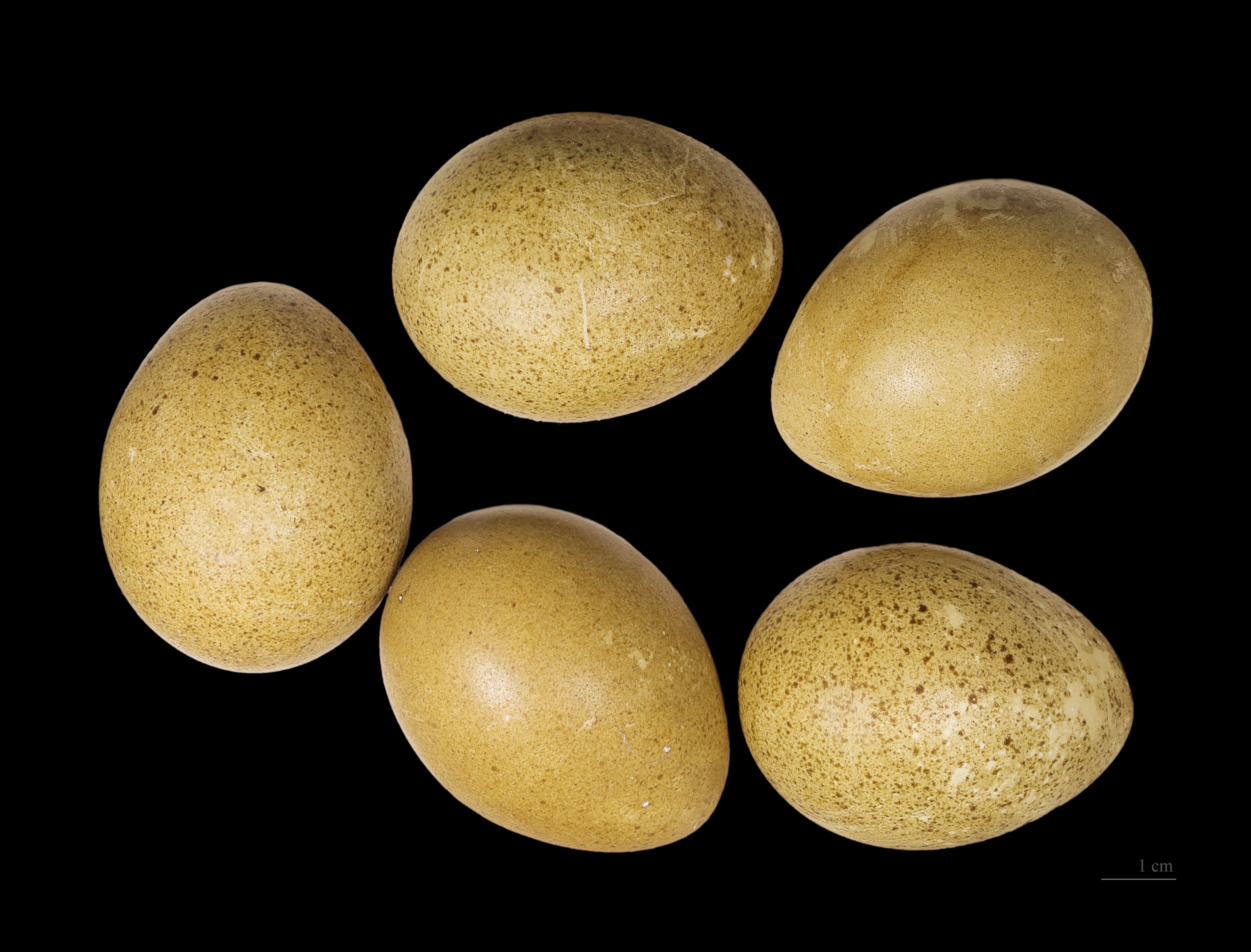
Кладка яиц подвида Tetrao urogallus urogallus

Являются полигамами. В брачный период (в марте — мае) токуют, устроившись на земле и на деревьях. Иногда токуют летом, осенью и даже зимой. Ранней весной глухари, до того времени державшиеся поодиночке, собираются в известных частях леса, причём из года в год в одних и тех же местах, на так называемых токовищах. Здесь ранним утром самцы начинают токовать, то есть издавать своеобразные звуки, похожие на треск, сопровождая их специфическими телодвижениями.

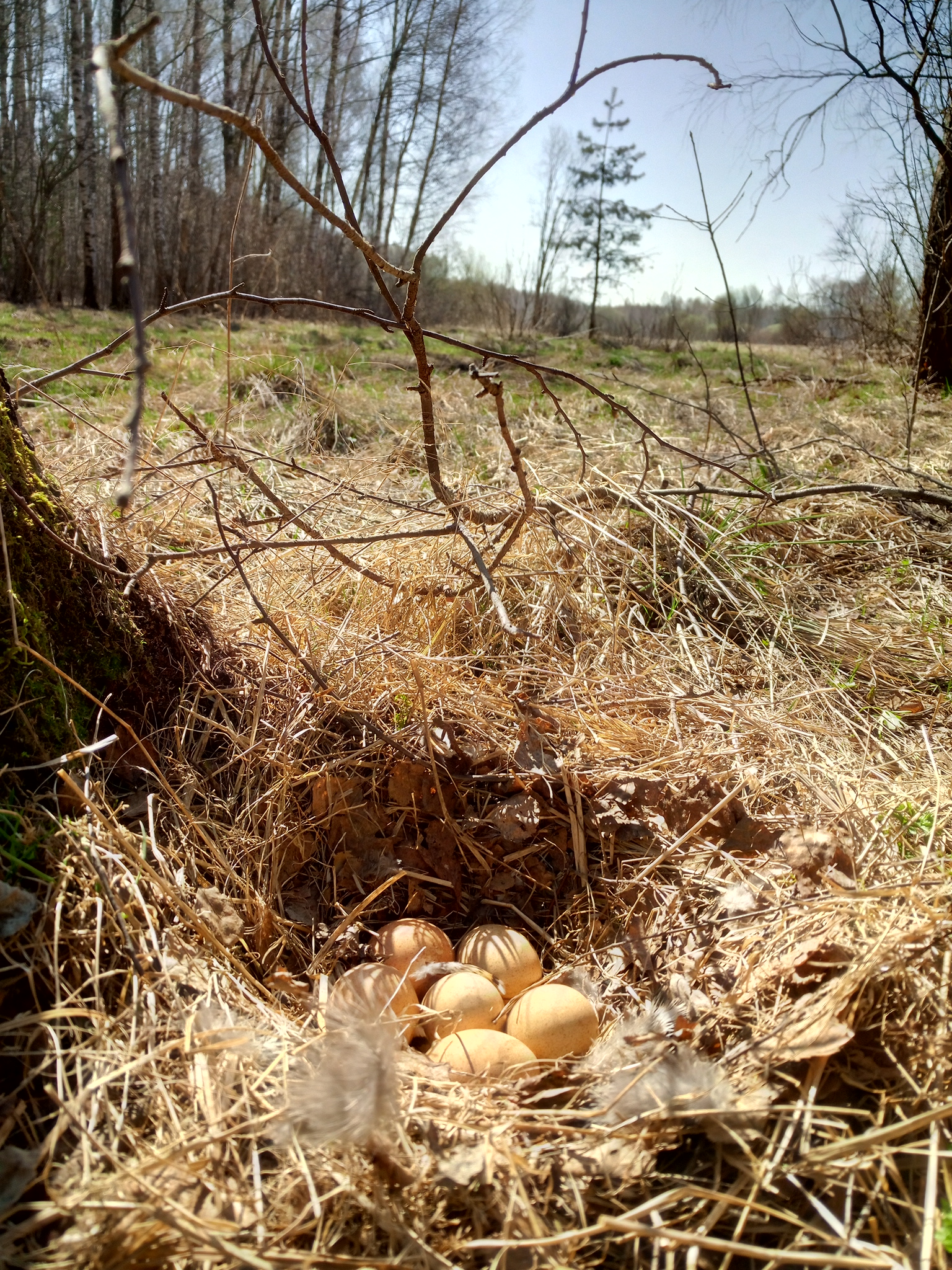
Гнездо глухаря. Владимирская область

Токование начинается рядом щёлкающих звуков. Затем после главного «удара» следуют особые шипящие звуки, похожие на точение железных предметов, — глухарь «точит». Слышная для человеческого уха часть брачной песни распространяется на 500 м, а инфразвуковая — на километр. Самец в это время нахохливает все перья, часто поворачивается и находится в крайне возбуждённом состоянии, так что во время точения оставляет свою обычную осторожность. Так продолжается до солнечного восхода. Затем самец слетает на землю к самкам и спаривается с ними. Самки иногда собираются поблизости от токующих самцов, иногда же самцам приходится далеко перелетать к ним. За обладание самками между самцами происходят ожесточённые драки, оканчивающиеся иногда смертью одного из бойцов. По окончании тока, продолжающегося 3—4 недели, самки выбирают места для гнёзд, которые представляют ямку в земле, выстланную иногда веточками. Число яиц в кладке, смотря по возрасту самки, может колебаться от 6 до 8, изредка до 12—16. Яйца жёлто-серого или грязно-жёлтого цвета, с тёмными пятнами. Насиживанием, которое длится 25—28 дней, занимается только самка. Как и яйца, птенцы самоотверженным образом охраняются одной самкой.
Как на свободе, так и в неволе глухарь даёт иногда помесь с тетеревом, в прошлом известную под названием Tetrao inedius s. hybridus. В русском языке за помесью между самкой глухаря и самцом тетерева закрепилось название «межняк». Кроме того, обыкновенные глухари могут скрещиваться с родственными им каменными глухарями.

## Распространение

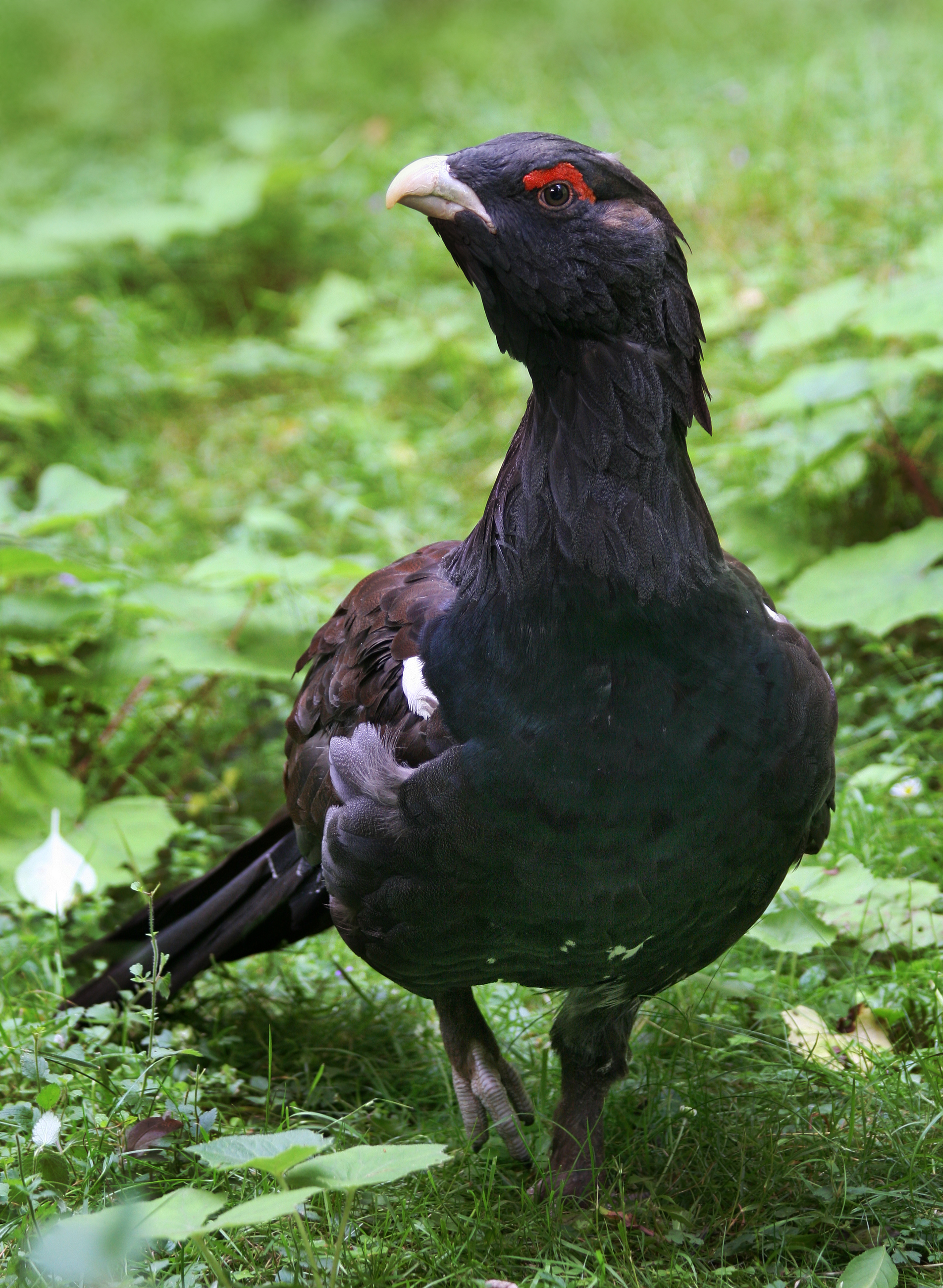

В прежнее время глухарь водился во всех сплошных лесах Европы и Азии, в Сибири на востоке до Западного Забайкалья, Олёкминска и Вилюйска. В XVIII—XX веках ареал и численность глухаря сильно сократились, местами он исчез. В Великобритании к середине XVIII века глухарь был совершенно истреблён, а затем завезён туда из Швеции в 1837 году и прижился.
В СССР по мере вырубки лесов популяции глухаря отступали к северу, и в ряде областей на юге лесной зоны (Курская, Воронежская, Тульская и др.) он исчез полностью. Тем не менее область его распространения всё ещё весьма велика.
Чаще всего глухарь встречается в Европейской и Азиатской России и в Швеции до 69° с. ш. Однако его также можно встретить в Испании, Греции, Малой Азии, в Альпах, Карпатах, среднегерманских горах и Гарце.
В Сибири распространён близкий вид того же рода — каменный глухарь. Он отличается тем, что не глохнет при токовании, а также песней (кастаньетные щелчки и трели вместо щёлканья и точения) и окраской. Клюв у самцов каменного глухаря чёрный. Самка темнее, чем у обыкновенного глухаря и зоб у неё тёмный. Распространение каменного глухаря в значительной степени совпадает с ареалом лиственничной тайги.

## Люди и обыкновенные глухари
В Толковом словаре Даля синонимами к слову «глухарь» служат:

Глухой тетерев, глухарь, мошник, птица Tetrao Urogallus. Каменный глухарь сиб. схожий с мошником вид, T. Urogalloides. Глухарка, копала копалуха, глухая тетёрка, самка мошника.<…> Глушник, глушняк м.<…> || Глухарь, мошник, глухой тетерев. Глушень м. пск. глухарь, мошник.<…> Глухарь м.<…> || Птица глухой тетерев, мошник, Tetrao Urogallus.<…> Глухарка ж. глухая тетёрка. Глухарёв, глухаркин, им принадлежащий, напр. гнездо. (Из «Толкового словаря живого великорусского языка Владимира Даля».)

С образом этой птицы в русском языке связаны некоторые разговорные выражения:

Глухой тетерев, бранное человек крепкий на ухо.<…> Глухарь м. глухой человек, шуточн.<…> Глохтерь, -ря м. пск. глухой человек, глухая тетеря, бранное. (Из «Толкового словаря живого великорусского языка Владимира Даля».)

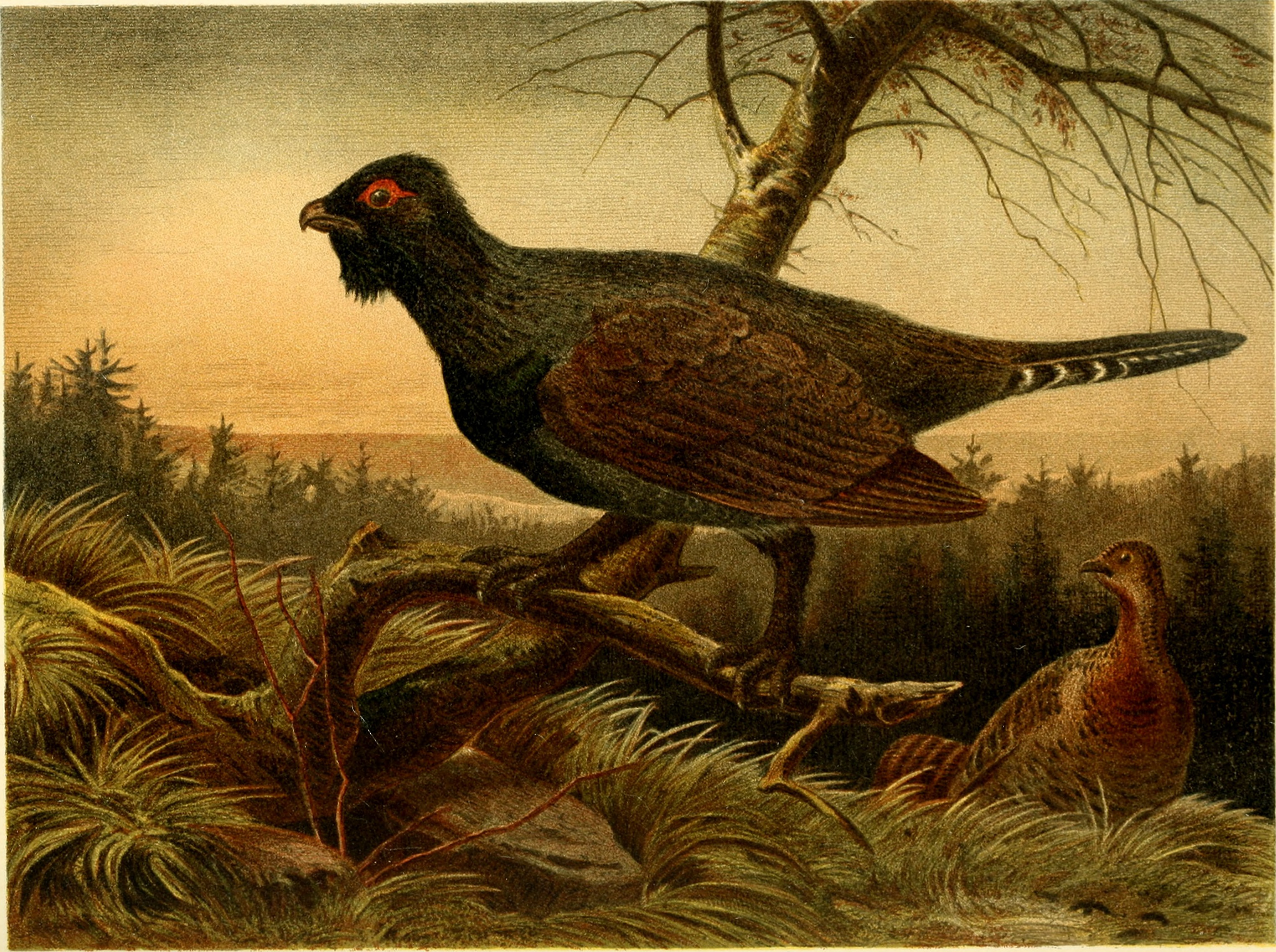
Глухарь. Рисунок из книги о животных и птицах, 1893 г.

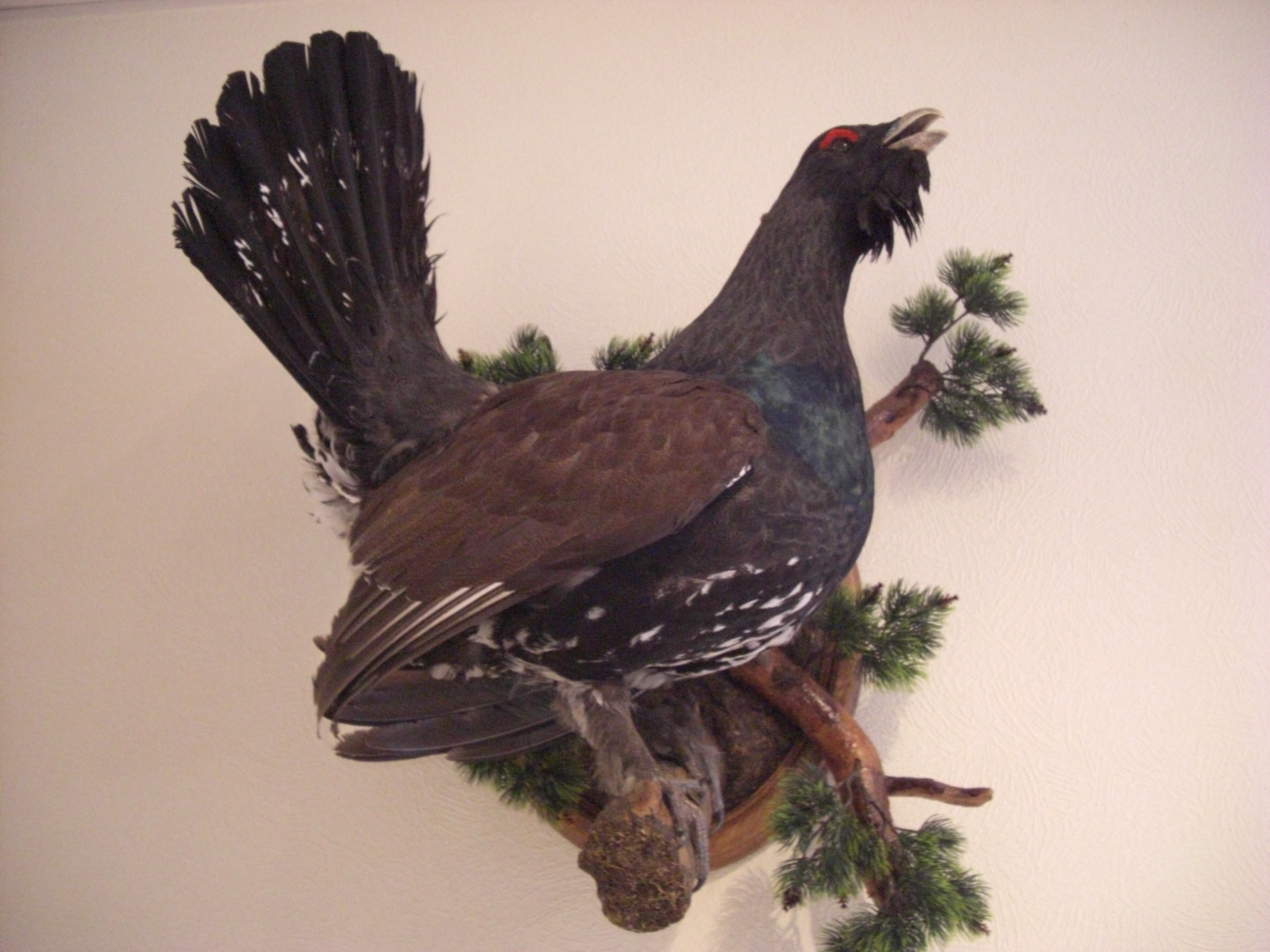
Чучело глухаря, добытого на охоте в Смоленской области

Глухари являются объектами спортивной и местами промысловой охоты. В дореволюционной России (до 1917 года) эту птицу ежегодно привозили из северных губерний на столичные рынки в весьма значительном количестве и ещё в большем числе потребляли на месте её добывания. Весной охотились только на самцов глухаря, во время токования, начинающегося с конца марта и продолжающегося до первых чисел мая. При этом охота основывалась на том, что токующая птица, во время скирканья (вторая часть глухариной песни, первая же называется щёлканьем), закинув голову, закатив глаза, надув перья, развернув хвост и полуопустив крылья, лишается обычной остроты зрения и чуткости. Пользуясь этим обстоятельством, охотники, выслушав ещё издали поющего глухаря, во время его скирканья, продолжающегося 3—4 секунды, делали по направлению к нему несколько больших прыжков. Затем оставались неподвижными до следующего скирканья, во время которого снова прыгали, и так продолжали до тех пор, пока не приближались к дереву, на котором токует глухарь, на расстояние 30—50 шагов, смотря по местности. При этом прицеливались в глухаря и спускали курок обязательно во время нового скирканья, так как нередко случалось, что после промаха глухарь, не расслышав выстрела, не слетал с дерева и тогда удавалось выстрелить вторично.

Глухарь на гербе Зиммерсфельда (Германия)

Летом, в июле, охотились на глухарные выводки, разыскивая их в лесных ягодниках (на чернике, голубике и т. п.) с легавой собакой. Осенью стрельба глухаря производилась из шалашей и землянок на овсяных жнивьях и озимях, куда глухари слетались кормиться, а также с подхода в осиновых и лиственничных лесах, куда они привлекались вкусом завядшего осинового листа или побитой морозами иглы лиственницы. Зимою никакой охоты на глухаря с ружьём не производилось, и их добывали, равно как и осенью, особыми ловушками — капканами, силками, слопцами, давушками, пружками, очипками и другими. Старых глухарей стреляли дробью № 2—000, молодых же — более мелкой (№ 4—7). На основании правил, утверждённых царским правительством 3 февраля 1892 года, охота на самок глухаря воспрещалась с 1 марта по 15 июля, а на самцов — с 15 мая по 15 июля. Ловля их какими бы то ни было способами была воспрещена в течение всего года.

## Классификация

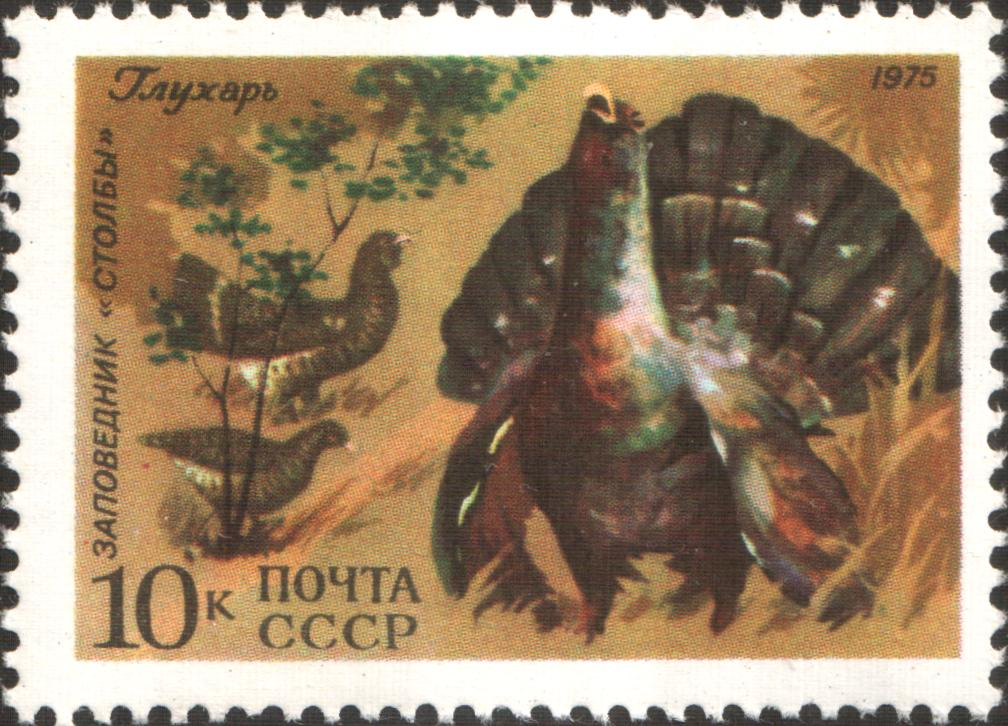
Марка СССР

Международный союз орнитологов выделяет 8 подвидов:
- T. u. cantabricus Castroviejo, 1967
- T. u. aquitanicus Ingram, 1915
- T. u. crassirostris Brehm, 1831
- T. u. urogallus Linnaeus, 1758
- T. u. kureikensis Buturlin, 1927
- T. u. volgensis Buturlin, 1907
- T. u. uralensis Nazarov, 1886 — белобрюхий глухарь, или белобрюхий тетерев
- T. u. taczanowskii (Stejneger, 1885)